# 2,3-Bisfosfoglicerinska kiselina
2,3-Bisfosfoglicerinska kiselina (2,3-Bisfosfoglicerat, 2,3-BPG, 2,3-difosfoglicerat, 2,3-DPG) je trougljenični izomer glikolitičkog intermediera 1,3-bisfosfoglicerinska kiselina (1,3-BPG). 2,3-BPG je prisutna u ljudskim crvenim krvnim zrncima (RBC; eritrocitima) na nivou od približno 5 mmol/L. Ona se vezuje sa velikim afinitetom za dezoksigenisani hemoglobin (npr. kad su crvena krvna zrnca blizo plučnog tkiva).
Funkcija 2,3-bisfosfoglicerinske kiseline je otkrivena 1967.

## Literatura
- Berg, J.M.; Tymockzko, J.L.; Stryer, L. (1995). Biochemistry (5th изд.). W.H. Freeman and Co, New York. ISBN 978-0-7167-4684-3.
- „Online medical dictionary”. Архивирано из оригинала 10. 09. 2006. г.
- David L. Nelson; Michael M. Cox (2005). Principles of Biochemistry (IV изд.). New York: W. H. Freeman. ISBN 0-7167-4339-6.
- Muller-esterl, W. (2008). Biochemistry: Fundamentals Of Medicine And The Science Of Life (2nd изд.). Reverté. ISBN 978-84-291-7393-2.
- Bernadette F. Rodak (2003). Hematology. Clinical principles and applications (2nd изд.). Philadelphia: Elsevier Science. ISBN 978-950-06-1876-2.
- González-Cinca N, Pérez de la Ossa P, Carreras J, Climent F."Effects of thyroid hormone and hypoxia on 2,3-bisphosphoglycerate, bisphosphoglycerate synthase and phosphoglycerate mutase in rabbit erythroblasts and reticulocytes in vivo". Unitat de Bioquímica, Departament de Ciéncies Fisiològiques I, Institut d'Investigacions Biomèdiques August Pi i Sunyer, Universitat de Barcelona, Barcelona, Spain, 2004.
- Nielsen AL, Andersen EM, Jørgensen LG, Jensen HA. "Oxygen and 2,3 biphosphoglycerate (2,3-BPG) during haemodialysis". Department of Nephrology, Hvidovre University Hospital, Denmark, 1998.
- "Anales de la Real Academia Nacional de Medicina (cuaderno cuarto)". ISSN 0034-0634

## Spoljašnje veze
- „A live model of the effect of changing 2,3 BPG on the oxyhaemoglobin saturation curve”. Архивирано из оригинала 31. 08. 2010. г.